# تیشه مشتی

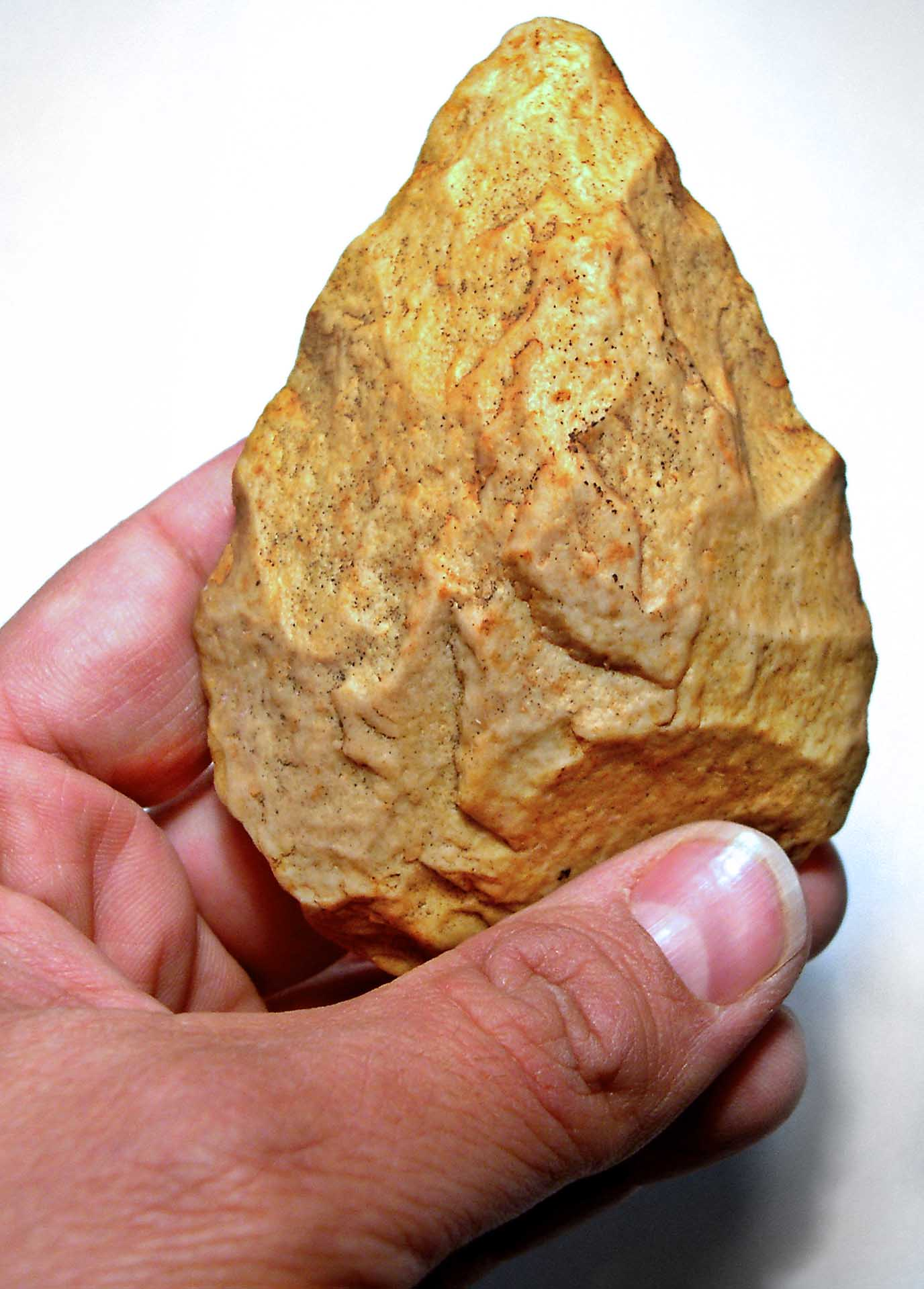
دورویه آشولی.

تیشهٔ مُشتی یا دو-رویه (biface) یا ابزار سنگی آشولی گونه‌ای ابزار سنگی دوران پیش از تاریخ بود که به‌صورت دورویه تراشیده شده‌است. از این نوع تیرهای سنگی برای کشتن حیوانات، قصابی، کندن چوب و زمین بهره می‌برده‌اند. دوران استفاده از تبردستی طولانی‌تر از هر ابزار دیگری در تاریخ بشر بوده‌است. برای تیشه مشتی در برخی متن‌های فارسی «تبر دستی» هم نوشته‌اند که نام دقیقی نیست و بیشتر به تبرهای دستی رایج امروزی اشاره دارد و می‌تواند با آن اشتباه شود.
تیشه‌های مشتی را با تراشیدن یا برداشت تراشه‌های سنگی درست می‌کردند و معمولاً نوکی تیز و قاعده‌ای مدور داشتند. تبرهای دستی ابزار ویژه فرهنگ پارینه سنگی قدیم آشولی و فرهنگ پارینه سنگی میانی (موستری) هستند.
دو رویه‌ها تنها در آفریقا، اروپا، و غرب اوراسیا، هند و غرب چین یافته شده‌اند و در مناطق خاوری‌تر از آن دیده نشده‌اند. این مرز استفاده از دوتراشه‌ها را خط موویوس می‌گویند.
دورویه‌ها را می‌شود در پانزده دقیقه از سنگ آتشزنه تراشید. برای این تیشه‌ها از ریولیت، کوارتزیت و فنولیت هم استفاده می‌شده اما ابسیدین به خاطر شکنندگی‌اش استفاده نمی‌شده‌است.
تراشه‌های سنگی که تنها در یک طرف تراش خورده باشند را یک‌رویه (Uniface) می‌گویند.
در ایران تاکنون تعدادی دورویه در شمال، شمال غرب و غرب کشور یافت شده‌اند که مربوط به فرهنگ آشولی‌اند.
| انواع دو رویه‌ها |         |           |          |        |
|                 |         |           |          |        |
| سه‌گوش           | بادامی  | دلی‌شکل    | سرنیزه‌ای | میکوکی |
|                 |         |           |          |        |
| گرد             | تخم‌مرغی | بیضی      | قایقی    | لوزی   |
|                 |         |           |          |        |
| شکافنده         | کاردکی  | آبویلیایی | هسته‌ای   | غیره   |

## تاریخچه
ابزار سنگی آشولی بین 1.6 میلیون سال قبل تا 200 هزار سال قبل، یعنی به مدت بیش از یک میلیون سال از محصولات مورد استفاده هومو ارکتوس، یکی از اجداد نزدیک به هومو ساپییِن یا انسان مدرن بوده است. 